# Janina Siwkowska

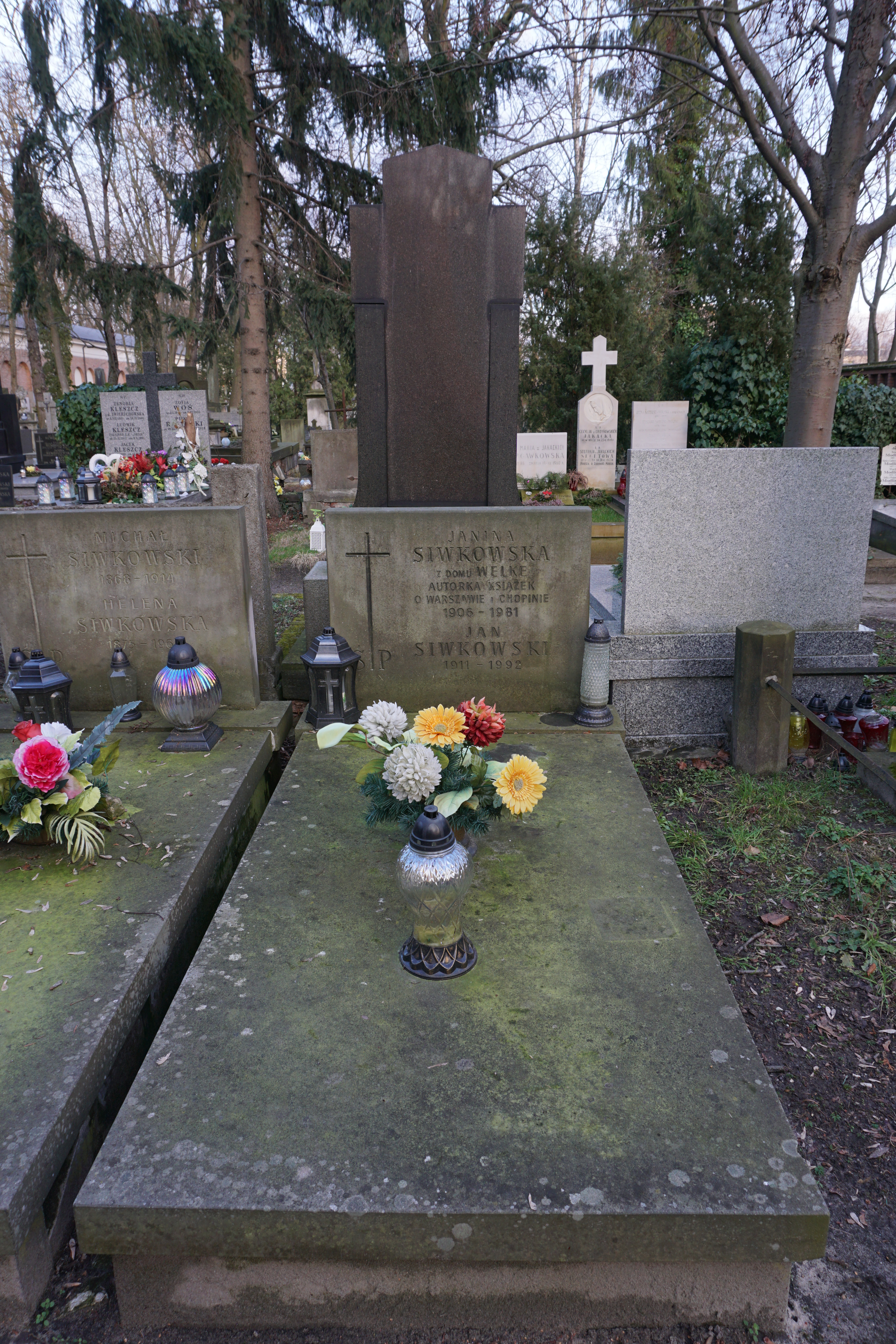
Grób Janiny Siwkowskiej na cmentarzu Powązkowskim

Janina Franciszka Siwkowska z domu Welke (ur. 3 grudnia 1906 w Ostrowach koło Kutna, zm. 24 maja 1981 w Warszawie) – polska poetka i prozaik.

## Życiorys

### Młodość i studia
Urodziła się w rodzinie urzędnika cukrowni Ostrowy Władysława Welke i Marii z Nowackich. Uczęszczała do gimnazjum Janiny Steinbokówny we Włocławku, które ukończyła w 1927 roku. W 1924 roku zadebiutowała jako pisarka na łamach rocznika „Orlątko”, wydawanym przez dyrektorkę szkoły.
W 1928 roku rozpoczęła studia z polonistyki na Wydziale Humanistycznym Uniwersytecie Warszawskim. W latach 1934–36 studiowała historię literatury włoskiej, historię sztuki i archeologię na Królewskim Uniwersytecie Rzymskim.
W 1935 roku wyszła za mąż za ekonomistę i prawnika Jana Siwkowskiego (1911–1992). Para nie miała dzieci.
W 1937 roku ogłosiła tom poezji Gdy zakwitną jabłonie pod nazwiskiem Welke-Siwkowska. W kolejnym roku opublikowała zbiór Flirt ze Słońcem w Jaworzu. Od 1937 roku pisała dla takich czasopism jak m.in. Kurier Warszawski czy Kobieta w Świecie i w Domu. Publikowała m.in. wiersze, felietony, artykuły poświęcone historii Warszawy czy wspomnienia z Rzymu.
W latach 1937–1939 kontynuowała studia polonistyczne na Uniwersytecie Warszawskim. W 1939 roku uzyskała tytuł magistra na podstawie pracy Anioł w twórczości Krasickiego, pisanej pod opieką Juliana Krzyżanowskiego.

### II wojna światowa
W trakcie II wojny światowej uczęszczała na tajne komplety prowadzone na Uniwersytecie Warszawskim przez Juliana Krzyżanowskiego, promotora jej pracy magisterskiej. Była w trakcie pisania pracy doktorskiej. Praca Jerozolima Słoneczna w twórczości Juliusza Słowackiego była niemal ukończona, gdy spłonęła w czasie powstania warszawskiego.
1 września 1944 roku została wraz z mężem aresztowana i wywieziona do obozu w Ravensbrück. Później przeniesiono ją do Sachsenhausen. Jako więźniarka, wykładała innymi osadzonym literaturę i sztukę. Po wojnie przebywała w obozie przejściowym w Spakenberg-Geesthacht koło Hamburga. W tamtejszej szkole uczyła rysunku i języka polskiego. Wystawiła też sztukę z udziałem więźniów, recytowała swoje wiersze i wygłaszała prelekcje o literaturze i sztuce.

### Po wojnie
W grudniu 1945 roku powróciła do Polski i zamieszkała w Warszawie. Do końca lat 60. pisała w czasopismach, m.in. w Dziś i Jutro, Życiu Literackim czy Tygodniku Warszawskim, gdzie ogłaszała swoje wiersze i gawędy warszawskie. W takich pismach jak Stolica, Nowiny Literackie czy Poradnik Językowy publikowała artykuły dot. zabytków i wybitnych postaci z historii miasta Warszawy. Uczęszczała też w porankach i wieczorach literackich Polskiego Radia. Sama napisała kilka słuchowisk.
W 1948 roku otrzymała wyróżnienie w konkursie Filmu Polskiego na scenariusz filmu o Chopinie. Jej praca nosiła tytuł Pan Chopin opuszcza Warszawę.
W 1951 roku uzyskała stopień doktora filozofii na Uniwersytecie Warszawskim, jednak w archiwum Uniwersytetu brakuje dokumentów potwierdzających uzyskanie przez nią kwalifikacji. Miała obronić pracę pt. Zasługi Towarzystwa Naukowego Warszawskiego na polu języka polskiego i literatury, pisanej pod kierunkiem Juliana Krzyżanowskiego.
Janina Siwkowska była autorką powieści. W 1958 roku wydała książkę Pan Chopin opuszcza Warszawę. W kolejnym roku wydała powieść Tam – gdzie Chopin chodził na pół czarnej.... W 1963 roku opublikowała  książkę pt. Koczobrykiem po Warszawie!..., a w 1967 roku Kochanek Justyny w Warszawie!. Jej ostatnie dzieło pt. Nokturn czyli rodzina Fryderyka Chopina i Warszawa w latach 1832–1881, będące zwieńczeniem jej wieloletnich badań nad historią rodziny artysty, ukazała się w 1986 roku, już po jej śmierci.
Recenzenci doceniali jej szeroką znajomość realiów życia XIX-wiecznej Warszawy. Podkreślano lekkość jej pióra, chociaż zarzucano jej pretensjonalność języka.
W kwietniu 1967 roku przyjęto ją do Związku Literatów Polskich. Należała także do Towarzystwa Przyjaciół Warszawy, Towarzystwa im. Fryderyka Chopina i Towarzystwa Muzycznego im. Stanisława Moniuszki.
Zmarła 24 maja 1981 roku w Warszawie. Została pochowana na cmentarzu Powązkowskim (kwatera 170-6-21).

## Twórczość wybrana
- Pan Chopin opuszcza Warszawę (powieść, 1958)
- Tam gdzie Chopin chodził na pół czarnej (powieść, 1959)
- Koczobrykiem po Warszawie (szkice, 1963)
- Kochanek Justyny w Warszawie (szkice, 1967)
- Nokturn, czyli rodzina Fryderyka Chopina i Warszawa w latach 1832–1881 (opowieść, 1986)[3]